# Uso medico della cannabis

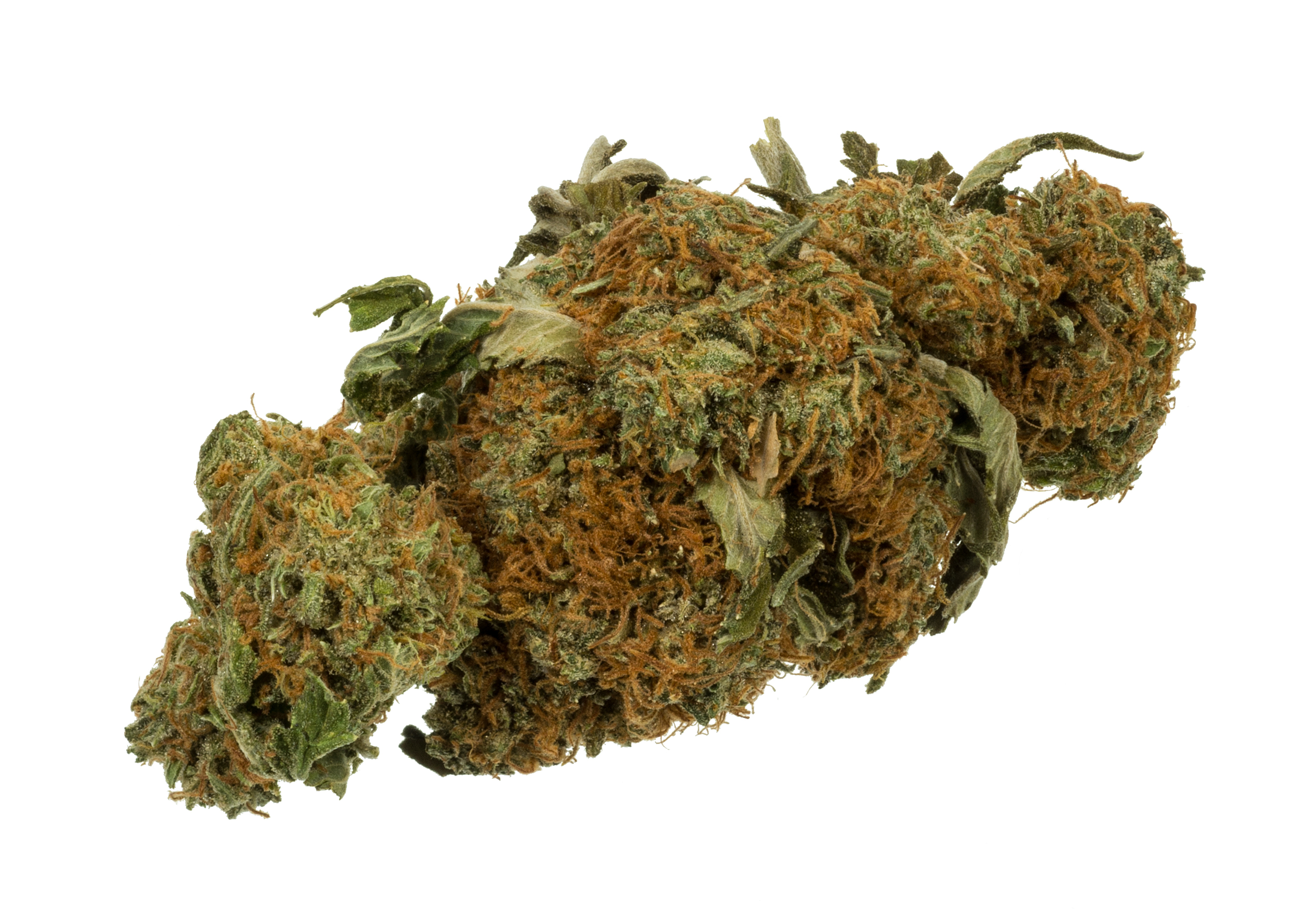
Le infiorescenze essiccate della cannabis possono avere un uso medico

L'uso medico della cannabis ha una storia millenaria condivisa da molte culture nel mondo. Nella pianta sono state identificate oltre 750 diverse sostanze di cui 113 con struttura analoga ai principali cannabinoidi, alcuni dei quali con azioni contrapposte, la cui concentrazione e distribuzione può variare sensibilmente in funzione del profilo genetico della pianta e dello stress a cui è sottoposta durante la sua crescita.
Nella medicina moderna piuttosto che la combustione e inalazione delle infiorescenze essiccate della pianta, modalità tipica per il consumo ricreativo della pianta, si studiano e utilizzano preparazioni a base di cannabinoidi sintetici o estratti titolati dalla pianta, con cui è possibile eseguire adeguate sperimentazioni cliniche. Gli impieghi della cannabis ad uso medico sono presenti in studi clinici controllati e studi osservazionali, nelle revisioni sistematiche e nelle metanalisi della letteratura internazionale indicizzata. I risultati di questi studi non sono conclusivi sull’efﬁcacia dell’uso medico della  cannabis in alcune patologie; in molti casi le evidenze scientiﬁche sono di qualità moderata o scarsa, con risultati contraddittori e non conclusivi, mancano, inoltre, dati a supporto di un favorevole rapporto rischio/beneﬁcio per la cannabis, tuttavia vi è l’indicazione a proseguire nelle ricerche per ottenere evidenze deﬁnitive.

## Definizione

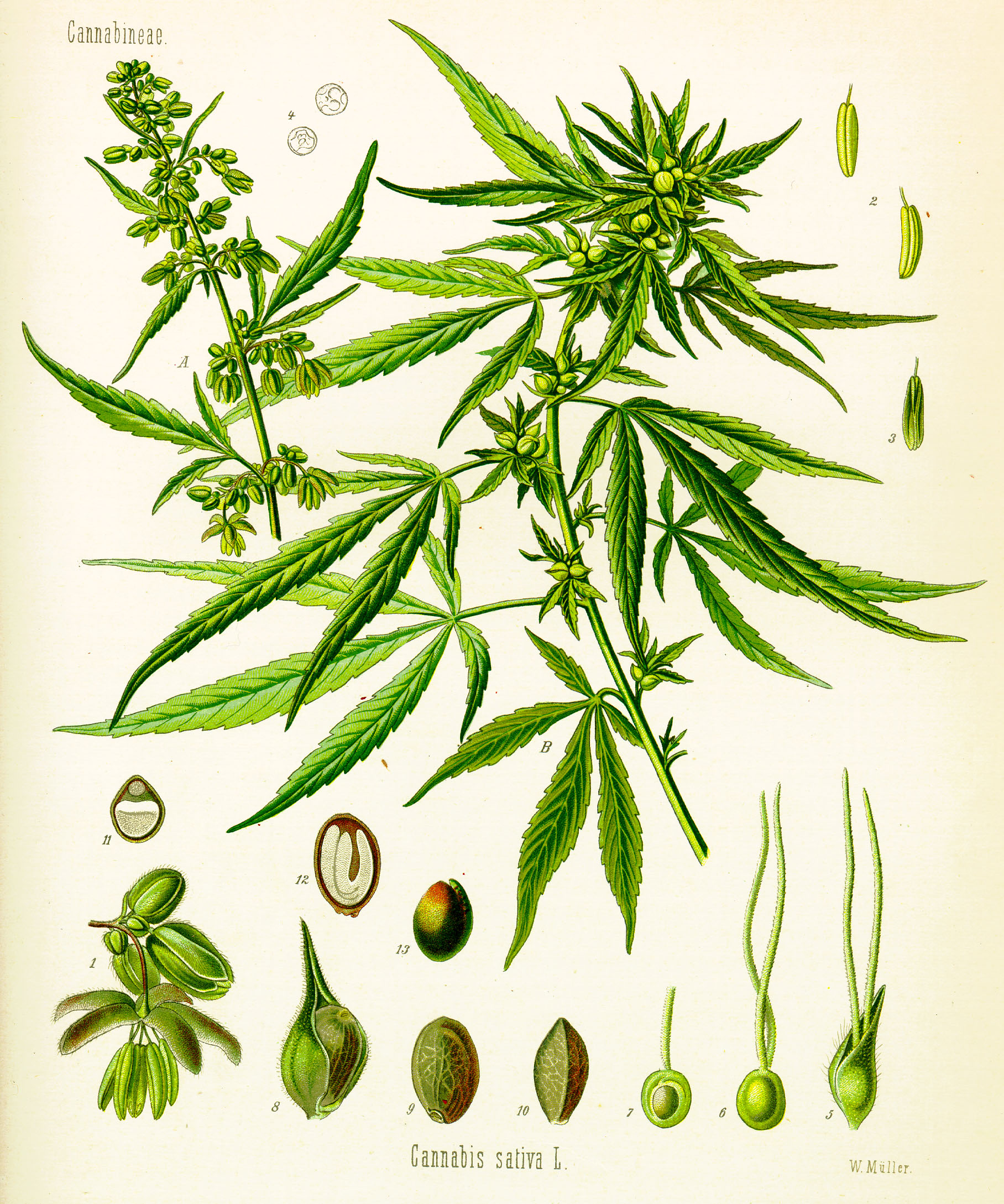
Illustrazione dal libro Piante officinali di Köhler, 1897

Nell'uso medico viene chiamata cannabis la pianta della canapa con contenuto di tetraidrocannabinolo superiore allo 0,2% , cioè diversa dalla canapa la cui produzione e coltivazione è destinata alla produzione di fibre o ad altri utilizzi industriali.  Diverse varietà e chemotipi della cannabis contengono concentrazioni differenti dei principi farmacologicamente attivi e, conseguentemente, producono effetti diversi.

## Storia

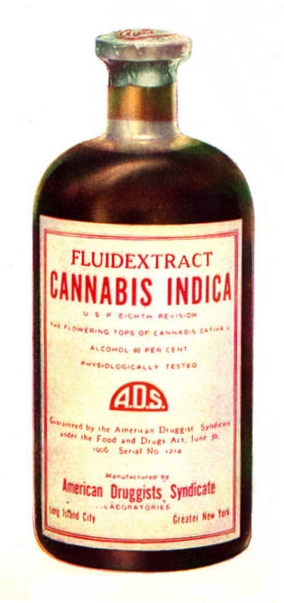
Estratto di Cannabis indica prodotto dall'American Druggists Syndicate fino al 1937, anno di proibizione della pianta

La cannabis, chiamata in cinese má 麻  (che significa "canapa") o dàmá 大麻 ("grande canapa") , è stata usata a Taiwan varie migliaia di anni fa. Il botanico Hui-lin Li ha scritto che in Cina "l'uso medico della cannabis  probabilmente si è sviluppato molto precocemente. Poiché gli antichi esseri umani usavano semi di canapa come alimento, era naturale per loro anche scoprire le proprietà medicinali della pianta."
L'imperatore Shen-Nung ha scritto un libro sui metodi di trattamento nel 2737 aC che comprendeva i benefici medici della cannabis. Ha raccomandato la sostanza per molti disturbi, inclusa la stipsi, la gotta, il reumatismo. La cannabis  è considerata una delle 50 erbe fondamentali nella medicina tradizionale cinese.
L'Ebers Papyrus (circa 1550 aC) dall'Egitto antico, secondo alcuni studiosi, descriverebbe l'uso della cannabis  medica.
Testi sopravvissuti dall'antica India confermerebbero che le proprietà psicoattive della  cannabis  sono state riconosciute e che è stata usata per trattare una varietà di malattie e disturbi, tra cui insonnia, mal di testa, disturbi gastrointestinali e dolori, anche durante il parto.
Nel mondo islamico medioevale, i medici arabi hanno utilizzato le proprietà diuretiche, antiemetiche, antiepilettiche, antinfiammatorie, analgesiche e antipiretiche della cannabis sativa che hanno usato estesamente come medicinale dal VIII al XVIII secolo.
Al medico irlandese, William Brooke O'Shaughnessy, si attribuisce l'introduzione della cannabis nella medicina occidentale. O'Shaughnessy è venuto a contatto con la cannabis attorno all'anno 1830 mentre viveva in India, dove ha condotto numerosi esperimenti per indagare sulla sua utilità medica. Rilevando in particolare i suoi effetti analgesici e anticonvulsivi, ritornò in Inghilterra con una fornitura di cannabis nel 1842, dopo di che il suo uso medico si diffuse attraverso l'Europa e gli Stati Uniti. Prima del 1850 in Europa vengono pubblicate varie ricerche sulla sperimentazione ed utilizzo medico della cannabis.
La cannabis è entrata nel dispensario farmaceutico degli Stati Uniti nel 1854, con l'avvertenza che era un potente narcotico e che ad alte dosi era pericolosa.
Nel 1887, Raffaele Valieri, medico primario dell'Ospedale degli Incurabili di Napoli, dà alle stampe un documento intitolato "Sulla canapa nostrana e sui suoi preparati in sostituzione della Cannabis indica", dove oltre a riportare le sue esperienze sull'utilizzo terapeutico in casi di emicrania, insonnia, isteria, gozzo esoftalmico anticipa una constatazione oggi ampiamente condivisa dalla comunità scientifica, cioè che la canapa indiana e la canapa che cresceva in Italia erano piante della stessa specie.
L'uso della cannabis in medicina sarebbe cominciato a diminuire verso la fine del XIX secolo a causa della difficoltà nel controllare i dosaggi e dell'aumento della popolarità dei farmaci sintetici e derivati da oppio. Inoltre, l'avvento della siringa ipodermica permetteva di iniettare farmaci con effetto immediato, in contrasto con la cannabis che non essendo solubile in acqua non può essere iniettata.
Negli Stati Uniti, l'uso medico della cannabis è diminuito ulteriormente con l'approvazione di una legge, il Marihuana Tax Act del 1937, che ha imposto restrizioni e tasse anche sulle prescrizioni medicali della cannabis. La cannabis è stata rimossa dalla farmacopea degli Stati Uniti nel 1941 ed è stata ufficialmente vietata per qualsiasi uso con il passaggio della legge sulle sostanze controllate del 1970.
La cannabis ha cominciato ad attirare un rinnovato interesse come medicina negli anni '70 e '80, in particolare a causa del frequente utilizzo compassionevole da parte dei pazienti affetti da tumore e AIDS, che hanno riportato giovamento dagli effetti della chemioterapia e dalla perdita di peso. Nel 1996, la California divenne il primo Stato Usa per legalizzare la cannabis medica in contrapposizione alla legge federale. Nel 2001, il Canada è diventato il primo paese ad adottare un sistema che disciplina l'uso medico della cannabis.
Il Canada, il 20 giugno 2005, è stato il primo paese ad autorizzare la messa in commercio di un estratto totale di cannabis sotto forma di spray sublinguale Sativex standardizzato per THC e CBD, per il trattamento del dolore neuropatico dei malati di sclerosi multipla e cancro. Nel 2006 il Sativex è stato approvato negli Stati Uniti per essere sottoposto a studi clinici di Fase III per dolore intrattabile in pazienti con tumore.

## Assetto legale
Legale per uso ricreativo
     Legale per uso terapeutico
     Illegale

Status legale della cannabis per uso terapeutico nel mondo.
Legale per uso ricreativo
Legale per uso terapeutico
Illegale

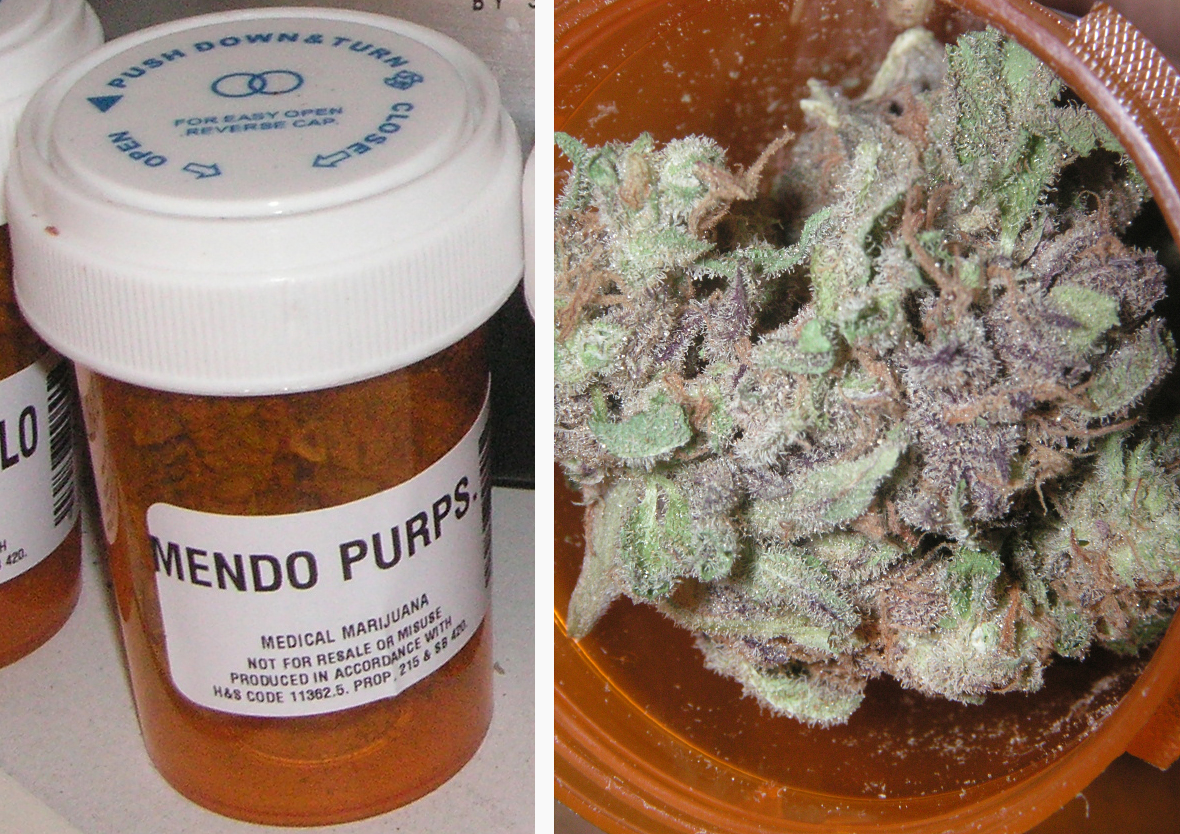
Cannabis utilizzabile per uso medico in alcuni stati USA

La cannabis è sottoposta alle restrizioni e controlli delle sostanze elencate nella Tabella IV della convenzione unica sugli stupefacenti adottata a New York il 30 marzo 1961, come emendata dal Protocollo di Ginevra del 25 marzo 1972, ratiﬁcata e resa esecutiva in Italia in base alla legge n. 412 del 5 giugno 1974.
Tali restrizioni e controlli sono stati un grande ostacolo alla ricerca per lo sviluppo di un utilizzo terapeutico della cannabis in tutti i paesi che hanno ratificato la convenzione delle Nazioni Unite anche se era previsto che alcuni stati consentissero sperimentazione e uso medicale della cannabis.
La convenzione prevede che gli stati che consentano la produzione o l'uso della cannabis  per la ricerca scientifica o per l'uso medicale devono operare con un sistema di licenza per tutti i coltivatori, i produttori e i distributori e garantire che il mercato totale della cannabis dello Stato non superi quello richiesto "a fini medici e scientifici".
Dal 2000 la legislazioni di alcuni stati che avevano adottato la politica proibizionista verso la cannabis sono cambiate.
Molti stati hanno adottato leggi che legalizzano l'uso medico della cannabis ed alcuni hanno depenalizzato anche il suo uso ricreativo.
Negli USA dove ancora permane in vigore la legge federale che considera il tetraidrocannabiolo tra gli stupefacenti controllati al pari di eroina e cocaina, ad agosto 2017, un totale di 29 Stati, il distretto di Columbia, Guam e Porto Rico consentono programmi pubblici per l'uso medico della cannabis. Essendo ancora una sostanza illegale e non essendo autorizzata dalla FDA paradossalmente anche negli stati USA dove è stato legalizzato l'uso medico della cannabis questa non può essere prescritta dai medici.

## Via di assunzione

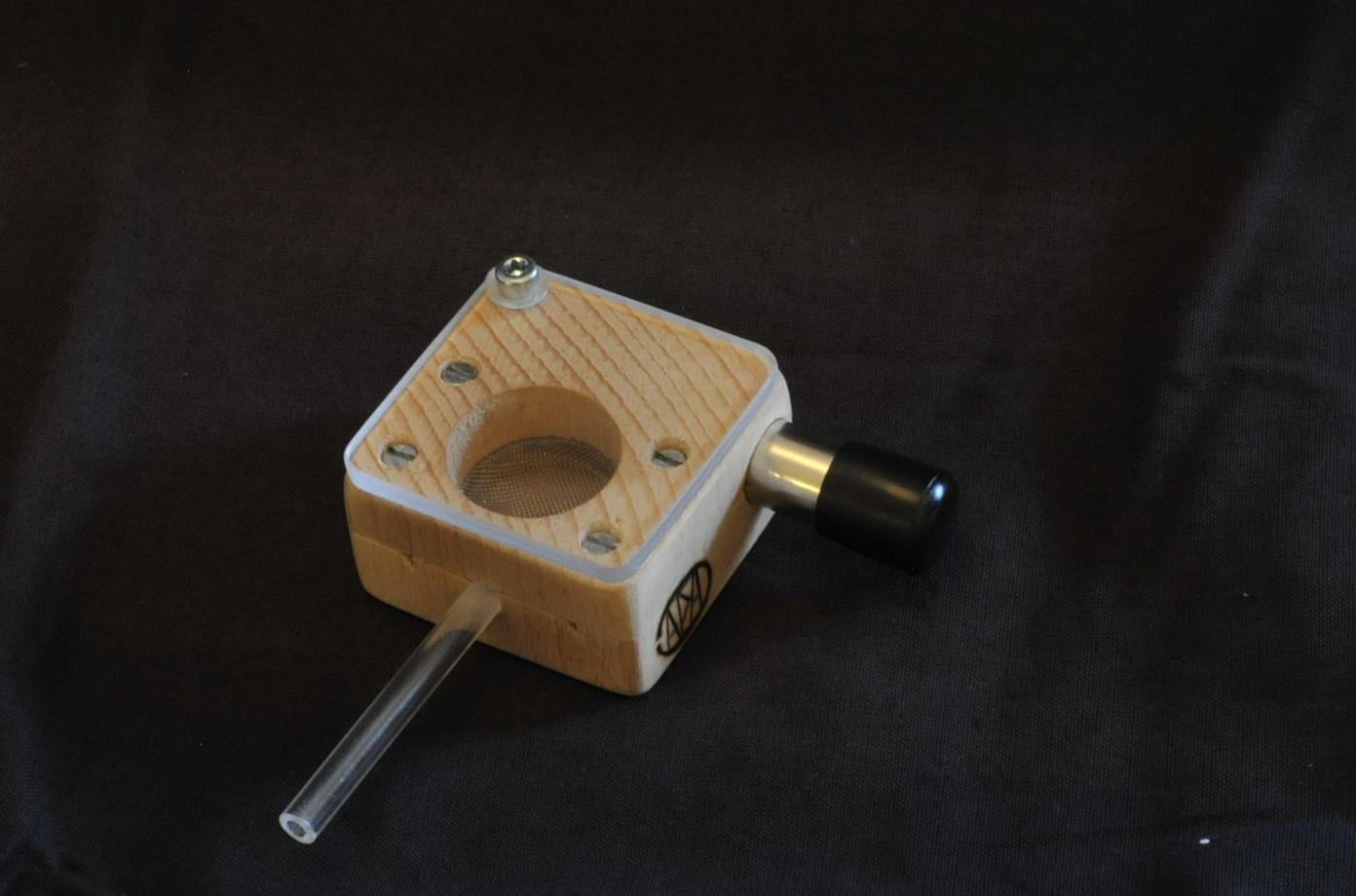
Vaporizzatore portatile

Nell'utilizzo medico le principali vie di assunzione delle preparazioni magistrali di cannabis sono per inalazione, senza combustione per mezzo di appositi inalatori, e per ingestione, sotto forma di decotto o compresse. Il Sativex, farmaco autorizzato in alcuni paesi, estratto di cannabis standardizzato in THC e CBD, prevede la assunzione come spray orale, considerando un assorbimento anche attraverso le mucose orali. L'assunzione inalando il fumo prodotto dalla combustione comporta la difficoltà di definire dosaggi riproducibili e prevedibili, oltre che maggiori rischi di effetti avversi e di abuso. Inoltre le prove di efficacia sono per lo più limitate o assenti a confronto di altri rimedi e farmaci.

## Farmacocinetica
Le proprietà farmacocinetiche della cannabis variano in funzione della dose assunta e della modalità di assunzione.
- Assunzione orale di cannabis o di THC sintetico (es. dronabinolo), soltanto il 10-20% di THC entra nel sistema circolatorio a causa di un esteso metabolismo epatico e della limitata solubilità del THC in acqua. Dopo somministrazione orale, sono necessari dai 30 ai 90 minuti per l’inizio dell’effetto farmacologico, l’effetto massimo si ottiene entro le 2-4 ore dopo l’assunzione.[9] Dopo somministrazione orale di 20 milligrammi di THC si raggiungono concentrazioni plasmatiche massime tra 4 e 11 nanogrammi/millilitro tra una e 6 ore dopo la assunzione orale. Il CBD mostra una biodisponibilità ed un assorbimento orale simili a quelli del THC. Dopo l’assunzione orale di 10 milligrammi di CBD le concentrazioni di picco sono di 2,5 ± 2,2 nanogrammi per millilitro.
- Assunzione per via inalatoria di cannabis vaporizzata: la biodisponibilità del THC varia da un 10 ad un 35%, l’effetto farmacologico inizia dopo pochi minuti e ha un picco massimo a circa un’ora dall’inalazione e un declino in 3-4 ore. Le concentrazioni plasmatiche massime di THC si hanno entro dieci minuti dalla prima aspirazione. Il numero, la durata e l’intervallo delle aspirazioni inﬂuenza le concentrazioni massime plasmatiche e il tempo in cui si raggiunge il picco. In seguito all’assunzione per via inalatoria di 16 o 34 milligrammi di THC, le concentrazioni plasmatiche raggiunte entro i primi dieci minuti dalla somministrazione variano rispettivamente in un range da 50-130 e 70-270 ng THC per ml per scendere al di sotto dei 5 ng/ml dopo due ore dall’ultima inalazione[9]
- Assunzione con spray orale: l'assunzione con spray orale comporta un assorbimento anche attraverso le mucose orali.A seguito di una singola somministrazione di Sativex (quattro spray pari a 10,8 mg di THC e 10 mg di CBD), la concentrazione plasmatica media di THC (~ 5,5 ng / mL) e CBD (~ 3 ng / mL) si verificano tipicamente entro 2-4 h, sebbene vi siano ampie variazioni inter-individuali nelle concentrazioni plasmatiche del cannabinoide di picco e nel tempo all'insorgenza e al picco degli effetti. Quando somministrato per via oro-mucosale, i livelli di THC e altri cannabinoidi nel sangue sono inferiori a quelli ottenuti per inalazione della stessa dose di cannabis fumata, ma i livelli ematici di THC sono stati paragonabili a quelli osservati con somministrazione orale.[21]
- Assunzione per via inalatoria di cannabis combusta: la cannabis fumata provoca un'azione più rapida (in pochi minuti), livelli più elevati di cannabinoidi nel sangue e una durata più breve degli effetti farmacodinamici rispetto alla somministrazione orale. La quantità di THC erogata dalle sigarette di cannabis non è uniforme ed è una delle principali variabili nella valutazione dell'assorbimento. Tra i fattori non controllati si devono considerare: la fonte del materiale vegetale e la composizione della sigaretta, insieme all'efficienza e al metodo di fumo utilizzati dal soggetto. Mentre è stato segnalato che i fumatori possono regolare la loro assunzione di THC adattando il loro comportamento per ottenere i livelli desiderati di THC, altri motivi possono anche spiegare la variazione osservata nell'assorbimento e distribuzione della cannabis fumata. L'assorbimento THC per inalazione è estremamente rapido ma abbastanza variabile, con una biodisponibilità di 2 - 56% a seconda della profondità di inalazione, della durata del soffio e del respiro. In pratica, un massimo del 25-27% del contenuto di THC in una sigaretta di cannabis viene assorbito o consegnato alla circolazione sistemica dalla somma totale disponibile.[21]  Le sigarette di cannabis standardizzate sono state sviluppate all'interno di alcuni programmi nazionali di ricerca sull'uso medico della cannabis e sono state studiate le relazioni tra la dose di THC presente nella cannabis, la dose somministrata e i livelli plasmatici risultanti. Le concentrazioni plasmatiche di THC nel plasma sono state 7,0 ± 8,1 ng / ml e 18,1 ± 12,0 ng / mL conseguenza di una singola inalazione di una sigaretta di cannabis a "bassa dose" di THC  (1.75% dose totale disponibile ~ 16 mg THC) o una sigaretta di cannabis "ad alta dose" di THC (3,55% dose totale disponibile ~ 34 mg THC).  Fumare una sigaretta di cannabis (peso medio 0,79 ± 0,16 g) contenente il 6,8% ± 0,2 THC, 0,25% ± 0,08 CBD e 0,21% ± 0,02 CBN (w / w), corrispondenti a 54, 2,0 e 1,7 mg di THC, CBD e CBN per sigaretta è stato associato ad una concentrazione media THC di sangue di circa 60 ng / mL di THC (range 13 - 63 ng / mL).[21]
- Assunzione per via transcutanea:I cannabinoidi sono altamente idrofobici e la loro diffusione transcutanea è limitata. Non esistono studi clinici riguardanti l'assorbimento cutaneo di unguenti, creme o lozioni contenenti cannabis. Tuttavia, alcune ricerche sono state condotte sull'assorbimento transdermico di cannabinoidi sintetici e naturali applicati sulla pelle con un patch. Un patch contenente 8 mg di THC ha prodotto una concentrazione plasmatica media di 4,4 ng / mL di THC entro 1,4 ore in un modello animale e questa concentrazione è stata mantenuta per almeno 48 h. La permeabilità del cannabidiolo (CBD) e del cannabinolo (CBN) è risultata essere 10 volte superiore rispetto a quella del THC[21]

## Usi medici
Al di là delle controversie sull'uso della canapa come stupefacente, va considerato che essa è stata considerata per migliaia di anni una pianta medicinale, fino all'avvento del proibizionismo. Dopo aver identificato ed individuato la struttura del principale cannabinoide (1964) e dei principali recettori cannabinoidi (1980) nonostante le difficoltà nel fare ricerche e sperimentazioni su sostanze illegali è stato pubblicato un certo numero di pubblicazioni scientifiche sulle attività farmacologiche della cannabis o dei cannabinoidi e sulle possibili applicazioni terapeutiche.In contemporanea anche per risolvere i problemi di dosaggio e somministrazione sono stati sviluppati ed approvati in alcuni paesi farmaci a base di cannabinoidi.

### Farmaci a base di cannabinoidi
- Dronabinol
- Bedrocan
- CP 47,497
- HU-210
- HU-308
- JWH-018
- Levonantradolo
- Nabilone
- Sativex
- Mystabis

### Cure palliative
Tra gli obiettivi della cura palliativa, come viene descritta dall'Organizzazione Mondiale della Sanità ci sono sollievo dal dolore e da altri sintomi di sofferenza e dal miglioramento della qualità della vita. L'utilizzo della cannabis  sembra stia guadagnando un certo consenso nelle impostazioni di cure palliative che si concentrano sulla scelta individuale, sull'autonomia del paziente, sul suo potere, comfort e soprattutto sulla sua qualità della vita. Tuttavia, stabilire l'efficacia della cannabis come opzione di trattamento vitale in un contesto di assistenza palliativa richiede un'attenta valutazione dei suoi effetti in una vasta gamma di condizioni. Le prove di efficacia non sono molte e sono necessarie ulteriori ricerche. Inoltre, mentre i cannabinoidi prescritti dimostrano un profilo di sicurezza accettabile, secondo alcuni studi per determinate condizioni mediche, l'uso clinico della cannabis è noto per essere limitato dai suoi effetti psicotropi. Alcuni gruppi di pazienti (ad esempio gli anziani o quelli affetti da malattie psichiatriche preesistenti) possono essere anche più sensibili o suscettibili a sperimentare effetti psicotropi, cognitivi, psichiatrici o altri effetti avversi.
L'evidenza fino ad ora suggerisce che cannabis e cannabinoidi di prescrizione possono essere utili per alleviare un'ampia varietà di sintomi singoli o coesistenti spesso incontrati nell'ambito della cura palliativa. L'uso di cannabinoidi per la cura palliativa può anche determinare una diminuzione del numero di farmaci usato da questa popolazione di pazienti.

### Possibili indicazioni terapeutiche

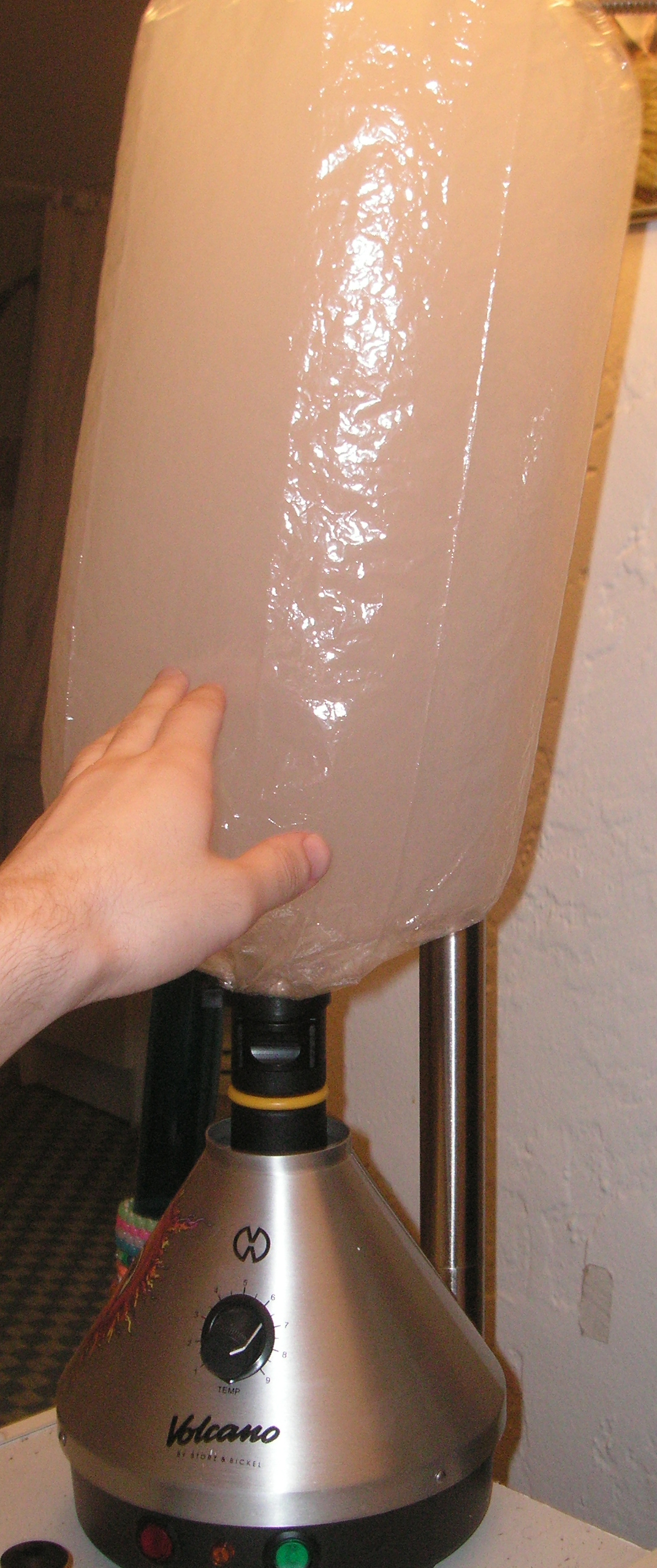
Volcano, vaporizzatore

L'efficacia terapeutica della cannabis non è ben definita, alcune ricerche traggono conclusioni contrastanti e spesso le evidenze sono scarse o mediocri.
In considerazione delle evidenze scientiﬁche prodotte si può affermare che l’uso medico della cannabis non può essere considerato una terapia propriamente detta, bensì un trattamento sintomatico di supporto ai trattamenti standard, quando questi ultimi non hanno prodotto gli effetti desiderati, o hanno provocato effetti secondari non tollerabili, o necessitano di incrementi posologici che potrebbero determinare la comparsa di effetti collaterali.
Le leggi dei diversi stati che consentono la prescrizione e l'utilizzo della cannabis per uso medico possono autorizzare indicazioni terapeutiche diverse.
In Italia i possibili impieghi della cannabis ad uso medico definiti dal Decreto del Ministro della salute del 9 novembre 2015 recante “Funzioni di Organismo statale per la cannabis previsto dagli articoli 23 e 28 della convenzione unica sugli stupefacenti del 1961, come modificata nel 1972.”  riguardano:
- l’analgesia in patologie che implicano spasticità associata a dolore (sclerosi multipla, lesioni del midollo spinale) resistente alle terapie convenzionali;
- l’analgesia nel dolore cronico (con particolare riferimento al dolore neurogeno) in cui il trattamento con antinﬁammatori non steroidei o con farmaci cortisonici o oppioidi si sia rivelato inefﬁcace
- l’effetto anticinetosico ed antiemetico nella nausea e vomito, causati da chemioterapia, radioterapia, terapie per HIV, che non può essere ottenuto con trattamenti tradizionali
- l’effetto stimolante dell’appetito nella cachessia, anoressia, perdita dell’appetito in pazienti oncologici o affetti da AIDS e nell’anoressia nervosa, che non può essere ottenuto con trattamenti standard
- l’effetto ipotensivo nel glaucoma resistente alle terapie convenzionali
- la riduzione dei movimenti involontari del corpo e facciali nella sindrome di Tourette che non può essere ottenuta con trattamenti standard
- Effetto broncodilatatore nelle crisi di asma[34]

Nonostante l'aumentato utilizzo della cannabis e un progressivo cambiamento dell'orientamento politico sul suo proibizionismo, prove conclusive sulla salute a breve e lungo termine e sugli effetti, sia positivi che negativi, dell'uso di cannabis rimangono sfuggenti.  Le ricerche più recenti, anche per ridurre le incertezze dovute alla variabilità dei dosaggi e sulla riproducibilità delle condizioni, si sono focalizzate sui cannabinoidi, singolarmente o in miscela, naturali o sintetici, piuttosto che sulla cannabis.
A gennaio del 2017 la statunitense National Academies of Science, Engineering and Medicine ha pubblicato il rapporto: The Health Effects of Cannabis and Cannabinoids: The Current State of Evidence and Recommendations for Research con una completa disamina della letteratura scientifica indicizzata sulle attività terapeutiche della cannabis e dei cannabinoidi.
Evidenze sugli effetti terapeutici
Esistono prove conclusive o sostanziali che la cannabis o i cannabinoidi sono efficaci:
- Per il trattamento del dolore cronico negli adulti (cannabis)
- Antiemetici nel trattamento della nausea e del vomito indotti da chemioterapia (cannabinoidi orali)
- Per migliorare i sintomi di spasticità della sclerosi multipla (cannabinoidi orali).

Ci sono prove moderate che la cannabis o i cannabinoidi sono efficaci per:
- Migliorare a breve termine la qualità del sonno in soggetti con disturbi del sonno associati alla sindrome dell'apnea ostruttiva del sonno, alla fibromialgia, al dolore cronico e alla sclerosi multipla (cannabinoidi, principalmente nabiximoli, cannabis e cannabinoidi orali)

Ci sono prove limitate che la cannabis o i cannabinoidi siano efficaci per:
- aumentare l'appetito e diminuire la perdita di peso associata all'HIV / AIDS
- Migliorare i sintomi della spasticità della sclerosi multipla (cannabinoidi orali) misurati dal medico
- Migliorare i sintomi della sindrome di Tourette (capsule THC)
- Migliorare i sintomi di ansia, come valutato da un test di parlante pubblico, in individui con disturbi d'ansia sociale (cannabidiol)
- Migliorare i sintomi del disturbo post-traumatico da stress(nabilone; un solo, piccolo studio di qualità)

Ci sono limitate evidenze di un'associazione statistica tra i cannabinoidi e:
- migliori risultati (cioè mortalità, disabilità) dopo una lesione traumatica del cervello o emorragia intracranica

Ci sono limitate evidenze che la cannabis o i cannabinoidi siano inefficaci per:
- Migliorare i sintomi associati alla demenza (cannabinoidi)
- Migliorare la pressione intraoculare associata al glaucoma (cannabinoidi)
- Ridurre i sintomi depressivi in soggetti con dolore cronico sclerosi multipla (nabiximoli, dronabinolo e nabilone)

Non esistono o sono insufficienti le prove per sostenere o confutare la conclusione che la cannabis o cannabinoidi siano un trattamento efficace per:
- Cancro, compreso glioma (cannabinoidi)
- Sindrome da cachessia, anoressia associata al cancro e anoressia nervosa (cannabinoidi)
- Sintomi della sindrome dell'intestino irritabile (dronabinolo)
- Epilessia (cannabinoidi)
- Spasticità nei pazienti con paralisi a causa di lesioni del midollo spinale (cannabinoidi)
- Sintomi associati a sclerosi amiotrofica laterale
- Chorea e alcuni sintomi neuropsichiatrici associati alla malattia di Huntington (cannabinoidi orali)
- Sintomi del sistema motorio associati alla malattia di Parkinson o alla diskinesia indotta da levodopa (cannabinoidi)
- Distonia (nabilone e dronabinol)
- Ottenere l'astinenza nell'uso di sostanze che danno dipendenza (cannabinoidi)
- Risultati di salute mentale in individui con schizofrenia o psicosi schizofrenica (cannabidiol)
- Asma bronchiale

### Controindicazioni
Anche se esistono numerose evidenze sugli effetti avversi dell’uso ricreazionale della cannabis, non ci sono altrettante informazioni nel caso del suo uso medico. Nei due casi infatti i dosaggi e le vie di somministrazione possono essere signiﬁcativamente differenti.
Si deve sempre tenere conto del rapporto rischio/beneﬁcio nell’uso medico della cannabis considerando che le principali controindicazioni riguardano: adolescenti e giovani adulti a causa di alterazioni mentali che sono maggiori durante il completamento dello sviluppo cerebrale;  individui con disturbi cardio-polmonari severi in quanto l’uso di cannabis può provocare ipotensione ma anche ipertensione, sincope e tachicardia;  individui con grave insufﬁcienza epatica, renale e soggetti con epatite C cronica a causa di un aumentato rischio di sviluppare o peggiorare una steatosi epatica;  individui con una storia personale di disordini psichiatrici e/o una storia familiare di schizofrenia in quanto la cannabis può provocare crisi psicotiche;  individui con una storia pregressa di tossicodipendenza e/o abuso di sostanze psicotrope e/o alcol;  individui con disturbi maniaco depressivi; individui in terapia con farmaci ipnotico sedativi, antidepressivi o in generale psicoattivi in quanto la cannabis può generare effetti additivi o sinergici;  donne che stanno pianiﬁcando una gravidanza o sono in gravidanza o in allattamento.
Oltre agli effetti avversi sopra menzionati, è importante sottolineare che la cannabis è una sostanza immunomodulante ed il suo uso cronico altera l’omeostasi del sistema immunitario.

### Avvertenze
- Abuso: il delta-9-tetraidrocannabinolo (THC) è il composto psicoattivo più importante contenuto nella Cannabis sativa. Può indurre dipendenza psicologica e pertanto rientra fra le sostanze a rischio di abuso. L'analisi di 11 studi clinici, per un totale di 266 pazienti di cui 78 fruitori abituali di Cannabis, ha evidenziato come il 94% dei pazienti con un follow up prolungato (194 pazienti totali) abbia mantenuto un desiderio costante o ridotto verso la Cannabis, mentre un 3% abbia manifestato un aumento del desiderio nei confronti della droga[40]. Valutare con attenzione l'opportunità di utilizzare a scopo terapeutico la Cannabis sativa in pazienti con anamnesi positiva per abuso di sostanze, incluso l'alcool[41].
- Dipendenza: sebbene l'uso abituale di Cannabis (inalata come fumo) provochi dipendenza (comparsa di sintomi astinenziali con l'interruzione dell'assunzione della droga), nei trial clinici la somministrazione continuativa dell'estratto standardizzato di Cannabis (contenuto standardizzato in delta-9-tetraidrocannabinolo e cannabidiolo) è stato associato ad effetti collaterali riconducibili ad astinenza (insonnia, alterazione dell'umore e dell'appetito) in un numero limitato di pazienti. Nei trial clinici non è stata osservata tolleranza, cioè necessità di aumentare progressivamente la dose di farmaco per mantenere l'efficacia terapeutica[41].
- Vertigini: all'inizio del trattamento con l'estratto standardizzato di Cannabis (contenuto standardizzato in delta-9-tetraidrocannabinolo e cannabidiolo), possono manifestarsi vertigini, in particolare nel periodo di tempo necessario al paziente per individualizzare il dosaggio ottimale[41].
- Tossicità a carico della mucosa della bocca: la somministrazione dell'estratto standardizzato di Cannabis sativa (concentrazione standardizzata in delta-9-tetraidrocannabinolo e cannabidiolo) è stato associato a irritazione della mucosa della bocca (circa il 22% dei pazienti trattati). La somministrazione per 4 settimane come spray orale dell'estratto standardizzato di Cannabis a pazienti con sclerosi multipla ha provocato secchezza del cavo orale, bruciore, cattivo gusto, lesioni biancastre (leucoplachia) sul pavimento della bocca. È possibile che parte dell'irritazione sia dovuta anche all'elevato contenuto in etanolo del farmaco[42]. Monitorare l'integrità della mucosa durante il trattamento con estratto standardizzato di Cannabis e in caso di irritazione e/o infiammazione sospendere il farmaco. A differenza di chi fuma la Cannabis a scopo voluttuario, non sono state evidenziate lesioni di tipo displastico e/o precanceroso nei pazienti trattati con Cannabis a scopo terapeutico[43].
- Reazioni psicotiche: interrompere la somministrazione terapeutica di Cannabis sativa (estratto standardizzato in 9-tetraidrocannabinolo, THC, e cannabidiolo, CBD) se il paziente evidenzia reazioni psicotiche. La Cannabis infatti sembra associata ad un aumento del rischio di sviluppare, tardivamente, schizofrenia; tale rischio sembra presentare una predisposizione individuale e tenderebbe ad aumentare nei soggetti con un uso di Cannabis iniziato in età adolescenziale[44]. Nell'organismo umano sono stati individuati due recettori per i cannabinoidi, indicati con le sigle CB1 e CB2, e dei ligandi endogeni di questi recettori, gli endocannabinoidi. Nell'adolescente la sovrastimolazione del sistema endocannabinoide da parte del delta-9-tetraidrocannabinolo (uso abituale di marijuana, droga a base di Cannabis) può provocare dei cambiamenti neurobiologici con effetti successivi sul funzionamento del cervello e sul comportamento in età adulta[45]. Alcuni studi hanno evidenziato una maggior frequenza di sintomi schizofrenici nei soggetti che hanno utilizzato abitualmente Cannabis fra i 15 e 18 anni rispetto a quelli che ne hanno fatto un uso saltuario (una o due volte) o che non hanno mai utilizzato la droga[46][47][48][49][50][51]. La somministrazione di Cannabis sativa in pazienti affetti da schizofrenia o disturbi psicotici o con familiarità verso questo tipo di malattia potrebbe indurre comparsa o peggioramento dei sintomi neurologici[41].
- Ideazione/tentativo di suicidio: l'uso terapeutico di Cannabis sativa è stato associato a ideazione di suicidio/tentato suicidio (studio clinico di fase III) con un'incidenza sovrapponibile a quella riscontrata nei pazienti affetti da sclerosi multipla con follow up prolungato. Monitorare segni o sintomi riconducibili a ideazione suicidaria[41].
- Epilessia/convulsioni: i cannabinoidi possiedono effetti sia anti- sia pro-convulsivi.[52] Studi recenti sul sistema endocannabinoide hanno evidenziato come, in condizioni di stimolazione neuronale eccessiva, gli endocannabinoidi, rilasciati dall'organismo “su domanda“, sembrano attivare recettori CB1 presenti sui neuroni eccitatori glutamatergici, con effetti anticonvulsivanti. Recettori CB1 sono stati individuati anche su neuroni inibitori GABAergici. In alcuni modelli animali l'attivazione di questi recettori da parte di cannabinoidi esogeni sembrerebbe portare ad una riduzione del rilascio di GABA con conseguente aumento della suscettibilità convulsiva (attività pro-convulsiva dei cannabinoidi)[53]. Sulla base di queste osservazioni e della limitata esperienza clinica, la somministrazione dell'estratto standardizzato di Cannabis sativa (concentrazione titolata di delta-9-tetraidrocannabinolo e cannabidiolo) richiede cautela nei pazienti epilettici o con anamnesi positiva per convulsioni[41].
- Incremento degli enzimi epatici: la somministrazione terapeutica di Cannabis sativa estratto standardizzato è stata associata ad un aumento degli enzimi epatici, in particolare dell'alanino-aminotransferasi (ALT). Gli aumenti segnalati nei trial clinici non hanno comunque superato il valore pari a tre volte il limite superiore massimo (ULN). Nei fumatori abituali di marijuana (droga a base di Cannabis) aumenti degli enzimi epatici e della fosfatasi alcalina possono arrivare ad interessare percentuali fra il 30% e il 50%, mentre ingrossamento di fegato e milza sono stati osservati, rispettivamente in circa il 60% e 70% de fumatori[54].
- Intervento chirurgico: valutare con attenzione la procedura da utilizzare in caso di intervento chirurgico nei pazienti in terapia con Cannabis sativa estratto standardizzato, soprattutto per quanto riguarda gli eventuali farmaci utilizzabili nelle diverse fasi peri-operative (valutazione degli effetti neurologici centrali e periferici e degli effetti sul sistema cardiovascolare)[41].
- Pazienti anziani: i dati clinici relativi all'impiego dell'estratto di Cannabis sativa (standardizzato per il contenuto in 9-tetraidrocannabinolo, THC, e cannabidiolo, CBD) nel trattamento della sclerosi multipla in pazienti anziani sono limitati. In questa classe di pazienti l'estratto standardizzato di Cannabis sativa deve essere somministrato con cautela[41].
- Pazienti pediatrici: l'estratto standardizzato (per contenuto di 9-tetraidrocannabinolo, THC, e di cannabidiolo, CBD) di Cannabis sativa non è raccomandato nei pazienti con meno di 18 anni per insufficienti dati clinici relativi ad efficacia e sicurezza[41].
- Attività che richiedono attenzione e coordinazione costante: poiché la Cannabis sativa possiede effetti neurologici e psichici, evitare di guidare o utilizzare macchinari che richiedono attenzione e coordinazione motoria costante[41].
- Rischio di caduta accidentale: negli studi clinici relativi all'impiego dell'estratto standardizzato di Cannabis sativa (concentrazione standardizzata in delta-9-tetraidrocannabinolo e cannabidiolo) è stato osservato un aumento delle cadute accidentali. Non è stato indagato se tali cadute siano dipese da capogiri, ipotensione ortostatica o ridotta spasticità. In via teorica l'associazione con farmaci ad azione miorilassante (baclofene e benzodiazepine) potrebbe aumentare il rischio di caduta. Sulla base di queste osservazioni l'impiego terapeutico della Cannabis richiede particolare cautela e attenzione sotto questo aspetto[41].
- Presenza di cannabinoidi in sangue/urine: nel sangue e nelle urine di pazienti trattati con estratto standardizzato di Cannabis sativa (concentrazione standardizzata in delta-9-tetraidrocannabinolo e cannabidiolo) possono persistere tracce di cannabinoidi per diverse settimane, dopo la fine della cura farmacologica. I cannabinoidi infatti tendono ad accumularsi nel tessuto lipidico (grasso corporeo) da dove poi sono rilasciati lentamente nel torrente circolatorio[41].
- Farmaci attivi sul sistema nervoso centrale (SNC): gli effetti della Cannabis sativa sul sistema nervoso centrale possono essere potenziati in caso di somministrazione concomitante con farmaci ipnotici/sedativi, farmaci deprimenti/eccitanti il sistema nervoso, farmaci oppioidi[41].
- Etanolo: La cannabis può essere somministrata sotto forma di tintura officinale o altre soluzioni o sospensioni ad alto tenore di etanolo.  Valutare l'apporto di etanolo in caso di pazienti con alcolismo e in caso di pazienti con rischio elevato di malattia epatica[41].
- Gravidanza: poiché la Cannabis sativa può avere effetti tossici sullo sviluppo fetale, la terapia con l'estratto standardizzato richiede l'uso di un valido metodo contraccettivo, che deve essere continuato per almeno tre mesi dopo l'interruzione della terapia. In caso di gravidanza interrompere immediatamente l'assunzione della Cannabis[41].

### Meccanismi d'azione
I cannabinoidi si legano a specifici recettori (recettori CB, di tipo 1 e 2) nel sistema cannabinergico, un sistema legato alla presenza di cannabinoidi endogeni o endocannabinoidi. I recettori CB1 e CB2 sono distribuiti in maniera molto differente, con i CB1 sostanzialmente concentrati nel sistema nervoso centrale (talamo e corteccia, ma anche altre strutture) ed i CB2 sostanzialmente nelle cellule del sistema immunitario. Il legame dei cannabinoidi ai recettori CB1 causa una inibizione presinaptica del rilascio di vari neurotrasmettitori (in particolare NMDA e glutammato), ed una stimolazione delle aree della sostanza grigia periacqueduttale (PAG) e del midollo rostrale ventromediale (RVM), che a loro volta inibiscono le vie nervose ascendenti del dolore. A livello del midollo spinale il legame dei cannabinoidi ai recettori CB1 causa una inibizione delle fibre afferenti a livello del corno dorsale, ed a livello periferico il legame dei cannabinoidi con i recettori CB1 e CB2 causa una riduzione della secrezione di vari prostanoidi e citochine proinfiammatorie, la inibizione di PKA e C e del segnale doloroso.